# Bahura
Bahura (arab. بحورى) – miejscowość w Syrii, w muhafazie Idlib. W 2004 roku liczyła 1341 mieszkańców.